# تپه قهاوند
تپه قهاوند مربوط به هزاره اول قبل از میلاد - دوران‌های تاریخی پس از اسلام است و در قهاوند، شرق شهر واقع شده و این اثر در تاریخ ۲۴ فروردین ۱۳۸۲ با شمارهٔ ثبت ۸۰۷۸ به‌عنوان یکی از آثار ملی ایران به ثبت رسیده است.